# Kinematica
Kinematica of bewegingsleer is een onderdeel van de klassieke mechanica en houdt zich bezig met beweging. Van bewegende lichamen worden de chemische en fysische eigenschappen, met uitzondering van de afmetingen, buiten beschouwing gelaten, evenals de erop werkende krachten. Het verband tussen kracht(en) en beweging wordt bestudeerd in de dynamica. 

## Basisbegrippen
Plaats, snelheid en versnelling zijn de basisbegrippen in de kinematica. Het zijn alle drie vectorgrootheden, dus met een grootte en een richting. De snelheidsvector, die een grootte en een richting heeft, is de afgeleide naar de tijd van de plaatsvector en de versnellingsvector is de afgeleide naar de tijd van de snelheidsvector. De richting van de versnelling is niet noodzakelijk dezelfde als die van de snelheid.
De eenvoudigste beweging van een lichaam is de eenparige beweging, waarbij de grootte en de richting van de snelheid constant zijn en de versnelling gelijk is aan nul. Een eenparig versnelde beweging heeft een versnelling van constante grootte die dezelfde richting heeft als de snelheid. Een andere standaardbeweging is de eenparige cirkelbeweging, waarbij de grootte van de snelheid constant is en de richting gelijkmatig verandert onder invloed van een versnelling met een constante grootte, die steeds loodrecht op de snelheid staat.

## Coördinatenstelsel
Beweging moet beschreven worden in een coördinatenstelsel. Niet alleen de oorsprong van het coördinatenstelsel kan vrij gekozen worden om de wiskundige behandeling zo eenvoudig mogelijk te houden, maar ook het soort coördinaten. Het Cartesische coördinatenstelsel ziet er het eenvoudigst uit: drie rechte assen die onderling loodrecht staan in de driedimensionale ruimte. Andere bekende stelsels zijn het cilindrische en het bolvormige. Moet er een cirkelbeweging beschreven worden, dan ligt de keuze voor een van de twee laatstgenoemden voor de hand. Ook combinaties zijn mogelijk: bijvoorbeeld een Cartesisch stelsel met een vaste oorsprong voor de translatie en een cilindrisch stelsel met het zwaartepunt van het bewegende lichaam als oorsprong en de rechte as van dit stelsel samenvallend met de rotatieas.

## Puntmassa en lichamen
De kinematica van de puntmassa, dus zonder afmetingen, is het gemakkelijkste onderdeel van de klassieke mechanica, omdat de te beschrijven beweging dan minder vrijheidsgraden heeft. Daarom is het dikwijls het eerste onderwerp in het onderwijs van mechanica.
De kinematica van lichamen met een eindige uitgebreidheid is echter aanmerkelijk ingewikkelder, vanwege de verschillende mogelijke bewegingen van lichamen, te weten: niet alleen translatie in een twee- of driedimensionale ruimte, maar ook rotatie en combinaties daarvan. Starre lichamen zijn weer eenvoudiger te beschrijven dan elastische lichamen of lichamen met bewegende delen.

## Kinematica van een puntmassa

### Plaatsvector
De plaats- of positievector van een lichaam is de vector vanuit de oorsprong van het gekozen coördinatenstelsel naar een referentiepunt van het lichaam. Voor een puntmassa valt er niets te kiezen, in andere gevallen is het geometrisch middelpunt of het zwaartepunt aan te bevelen. Hij geeft zowel de afstand van het lichaam tot de oorsprong als de richting aan. In een driedimensionale Cartesische coördinaten kan de positie van punt A worden aangegeven als
{\displaystyle \mathbf {r} _{A}=(x_{A},y_{A},z_{A}),}
met xA, yA en zA van het punt. De lengte van de plaatsvector |r| is de afstand tussen punt A en de oorsprong.
{\displaystyle |\mathbf {r} |={\sqrt {x_{A}^{\ 2}+y_{A}^{\ 2}+z_{A}^{\ 2}}}.}
De richtingscosinussen {\displaystyle x_{A}/|r|}, {\displaystyle x_{B}/|r|} en {\displaystyle x_{C}/|r|}  van de plaatsvector bepalen de richting. 
De positievector van een puntmassa is niet uniek: ten opzichte van verschillende coördinatenstelsels is de positievector van hetzelfde deeltje verschillend.

### Rust en beweging
Als de plaatsvector van een deeltje in een coördinatenstelsel verandert in de tijd, beweegt het deeltje ten opzichte van dit stelsel. Als dit niet het geval is verkeert het deeltje in rust in dat coördinatenstelsel. Dus rust en beweging van een deeltje hangen af van de keuze van een coördinatenstelsel en zijn niet absoluut. Een deeltje kan in rust verkeren in het ene stelsel en bewegen in een ander stelsel. 

### Verplaatsing
De verplaatsing is een vector die het verschil in plaats aangeeft tussen twee punten. Hij geeft de plaatsverandering aan die een deeltje in een tijdsinterval ondergaat. Als punt A zich op plaats rA = (xA,yA,zA) bevindt en punt B op rB = (xB,yB,zB), dan wordt de verplaatsing rAB van B naarA gegeven door 
{\displaystyle \mathbf {r} _{AB}=\mathbf {r} _{B}-\mathbf {r} _{A}=(x_{B}-x_{A},y_{B}-y_{A},z_{B}-z_{A}).}
In de meetkunde is de verplaatsing de kortste afstand tussen de punten A en B. Anders dan de plaatsvector is de verplaatsing onafhankelijk van het gebruikte coördinatenstelsel. De kortste afstand tussen twee punten is namelijk invariant onder translatie (verandert niet bij verschuiving) van het ene stelsel naar het andere, afgezien van relativistische gevallen. 

### Pad

De afgelegde weg langs een kromme baan is altijd groter of gelijk aan de verplaatsing langs de rechte lijn tussen begin- en eindpunt.

Het pad van een deeltje is de afgelegde weg tussen begin- en eindpunt.

### Afstand
De afstand is de lengte van het pad. Als de plaats van een puntmassa bekend is als functie van de tijd, dus r = r(t), dan kan de afstand s die het aflegt tussen tijd t1 en tijd t2 berekend worden met
{\displaystyle s=\int _{t_{1}}^{t_{2}}|d\mathbf {r} |=\int _{t_{1}}^{t_{2}}ds=\int _{t_{1}}^{t_{2}}{\sqrt {dx^{2}+dy^{2}+dz^{2}}}=\int _{t_{1}}^{t_{2}}{\sqrt {\left({\frac {dx}{dt}}\right)^{2}+\left({\frac {dy}{dt}}\right)^{2}+\left({\frac {dz}{dt}}\right)^{2}}}\;dt.}
Deze formule gebruikt het gegeven dat gedurende een infinitesimaal klein tijdsinterval de grootte van de verplaatsing gelijk is aan de afgelegde rechtlijnige afstand. (In de meetkunde valt een infinitesimaal klein boogje samen met de raaklijn tussen de eindpunten van het boogje.)

### Snelheid
De gemiddelde snelheid wordt gedefinieerd als
{\displaystyle {\overline {\mathbf {v} }}={\frac {\Delta \mathbf {r} }{\Delta t}}}
met Δr de verandering van de plaats en Δt het tijdsinterval waarin de plaats verandert. De richting van v is gelijk aan de die van de verplaatsing Δr als Δt > 0.
De snelheid is de verandering van de plaats in de tijd, dat wil zeggen hoe de afstand van een punt verandert als functie van de tijd. De snelheid is een vector. De instantane snelheid (snelheid op een tijdstip) kan gedefinieerd worden als de limiet van de gemiddelde snelheid als de tijdspanne Δt naar nul gaat. Zowel  Δr als Δt naderen nul maar hun verhouding bereikt een (mogelijk) eindige waarde v ongelijk aan nul: 
{\displaystyle \mathbf {v} =\lim _{\Delta t\rightarrow 0}{\frac {\Delta \mathbf {r} }{\Delta t}}={\frac {d\mathbf {r} }{dt}}\,,}
met dr een infinitesimale verplaatsing en dt een infinitesimale tijdspanne. Omdat dr de infinitesimale afstand is tussen twee punten op het pad van de puntmassa, is het gelijk aan de toename van de padlengte langs de baan van de puntmassa ds. De snelheid is volgens deze definitie de tijdsafgeleide van de positie. Omdat dr langs een raaklijn van het pad ligt, geldt dit ook voor de snelheidsvector.

### Versnelling
De gemiddelde versnelling op een tijdsinterval wordt gedefinieerd als
{\displaystyle {\overline {\mathbf {a} }}={\frac {\Delta \mathbf {v} }{\Delta t}}}
met Δv de verandering van de snelheid en Δt het tijdsinterval waarin de snelheid verandert.
Versnelling is de vectorgrootheid die de snelheidsverandering per tijdseenheid beschrijft. Instantane versnelling (de versnelling op een tijdstip) is de limiet van de gemiddelde versnelling als Δt naar 0 gaat. Dan gaat a → a.
{\displaystyle \mathbf {a} =\lim _{\Delta t\rightarrow 0}{\frac {\Delta \mathbf {v} }{\Delta t}}={\frac {d\mathbf {v} }{dt}}\,,}
met dv een infinitesimaal kleine verandering van de snelheid en dt een infinitesimaal tijdsverschil.

### Soorten beweging
Als de versnelling van een deeltje gelijk aan 0 is, is de snelheid van het deeltje constant in de tijd. De beweging heet dan eenparig. Anders is de beweging niet eenparig.
Als de versnelling ongelijk aan 0 is maar wel constant, heet de beweging eenparig versneld. Maar als de versnelling verandert, is de beweging versneld met een veranderlijke versnelling. De verandering van de versnelling is de derde afgeleide naar de tijd van de plaatsvector en wordt in het Engels aangeduid als de jerk (ruk). De zelden gebruikte vierde afgeleide wordt in het Engelse 'jounce' genoemd.

### Integralen
De onderstaande definities kunnen worden geïntegreerd:
{\displaystyle \mathbf {v} (t)=\mathbf {v} _{0}+\int _{t_{0}}^{t}\mathbf {a} (t)\;dt}
{\displaystyle {\begin{aligned}\mathbf {r} (t)&=\mathbf {r} _{0}+\int _{t_{0}}^{t}\mathbf {v} (t)\;dt\\&=\mathbf {r} _{0}+\mathbf {v} _{0}t+\int _{t_{0}}^{t}\left[\int _{t_{0}}^{t}\mathbf {a} (t)dt\right]\;dt\\\end{aligned}}}

### Eenparige versnelling
Vele processen in de natuurkunde kunnen gemodelleerd worden als eenparige versnelling, bijvoorbeeld de kogelbaan.
Als we de versnelling a integreren naar de tijd t vinden we de verandering van de snelheid. Als de versnelling eenparig is in richting en grootte kunnen de integralen vereenvoudigd worden:  
{\displaystyle \mathbf {v} (t)=\int _{0}^{t}\mathbf {a} \;dt'=\mathbf {v} _{0}+\mathbf {a} t.}
{\displaystyle {\begin{aligned}\mathbf {r} (t)&=\mathbf {r} _{0}+\int _{0}^{t}\mathbf {v} \;dt'=\mathbf {r} _{0}+\int _{0}^{t}(\mathbf {v} _{0}+\mathbf {a} t)\;dt'\\&=\mathbf {r} _{0}+\mathbf {v} _{0}t+{\tfrac {1}{2}}\mathbf {a} t^{2}.\end{aligned}}}
Verdere verbanden tussen de verplaatsing, snelheid, versnelling en tijd volgen hieruit. Omdat 
{\displaystyle \mathbf {a} =\left({\frac {\mathbf {v} -\mathbf {v_{0}} }{t}}\right)}
geldt
{\displaystyle \mathbf {r} (t)=\mathbf {r} _{0}+\left({\frac {\mathbf {v+v_{0}} }{2}}\right)t.}
Dit houdt in bij een eenparige versnelling de verplaatsing gelijk is aan de gemiddelde snelheid maal de tijd.
Voor eendimensionale beweging kan het volgende verband worden afgeleid, zonder uitdrukkelijke tijdafhankelijkheid. Uit 
{\displaystyle {\mathbf {a} t}={\mathbf {v} -\mathbf {v_{0}} }}
volgt
{\displaystyle (\mathbf {r-r_{0}} )\cdot \mathbf {a} t=\left(\mathbf {v} -\mathbf {v} _{0}\right)\cdot {\frac {\mathbf {v} +\mathbf {v} _{0}}{2}}t\ ,}
met · het inwendig product. Als we de tijd t wegdelen en de inwendige producten uitwerken vinden we:
{\displaystyle 2(\mathbf {r-r_{0}} )\cdot \mathbf {a} =v^{2}-v_{0}^{\ 2}.}
Voor rechtlijnige beweging is de verschilvector {\displaystyle \mathbf {r-r_{0}} } evenwijdig aan de versnellingsvector {\displaystyle \mathbf {a} }. Dan geldt
{\displaystyle v^{2}=v_{0}^{2}+2a(r-r_{0}).}
Dit is een handige vergelijking als de tijdsduur onbekend is.

## Kinematische beperking
Een kinematische beperking is een verband tussen eigenschappen van een dynamisch systeem dat altijd geldt. Hieronder enkele voorbeelden.

### Rollen zonder slippen
Voor een voorwerp dat over een oppervlak rolt zonder te slippen geldt dat de snelheid van zijn zwaartepunt gelijk is aan het uitproduct van zijn hoeksnelheid en de vector van het raakpunt tot het zwaartepunt. In formulevorm
{\displaystyle {\boldsymbol {v}}_{G}(t)={\boldsymbol {\omega }}\times {\boldsymbol {r}}_{G/O}}.
Als het voorwerp niet kantelt, komt dit neer op v = ω R.

### Onrekbaar touw
In sommige geïdealiseerde situaties zijn voorwerpen verbonden door een strak touw met een constante lengte. De opgelegde eis is dat de lengte van stukken van het touw vast blijft zodat de tijdsafgeleide nul is (zie bijvoorbeeld Kelvin en Tait en Fogiel). Een dynamisch probleem van dit type is de mathematische slinger. Een ander voorbeeld is de cilinder met een touw eromheen gewonden waaraan een vallend gewicht hangt, zodat de cilinder gaat draaien. Een statisch probleem van dit type is de kettinglijn.